# Stary Żuk
Stary Żuk est une localité polonaise de la gmina de Harasiuki, située dans le powiat de Nisko en voïvodie des Basses-Carpates.